# Kaplica św. Apostoła Jana Teologa w Chrabołowskim Lesie
Kaplica pod wezwaniem św. Apostoła Jana Teologa – czasownia prawosławna. Należy do parafii Świętych Apostołów Piotra i Pawła w Rajsku, w dekanacie Bielsk Podlaski diecezji warszawsko-bielskiej Polskiego Autokefalicznego Kościoła Prawosławnego.

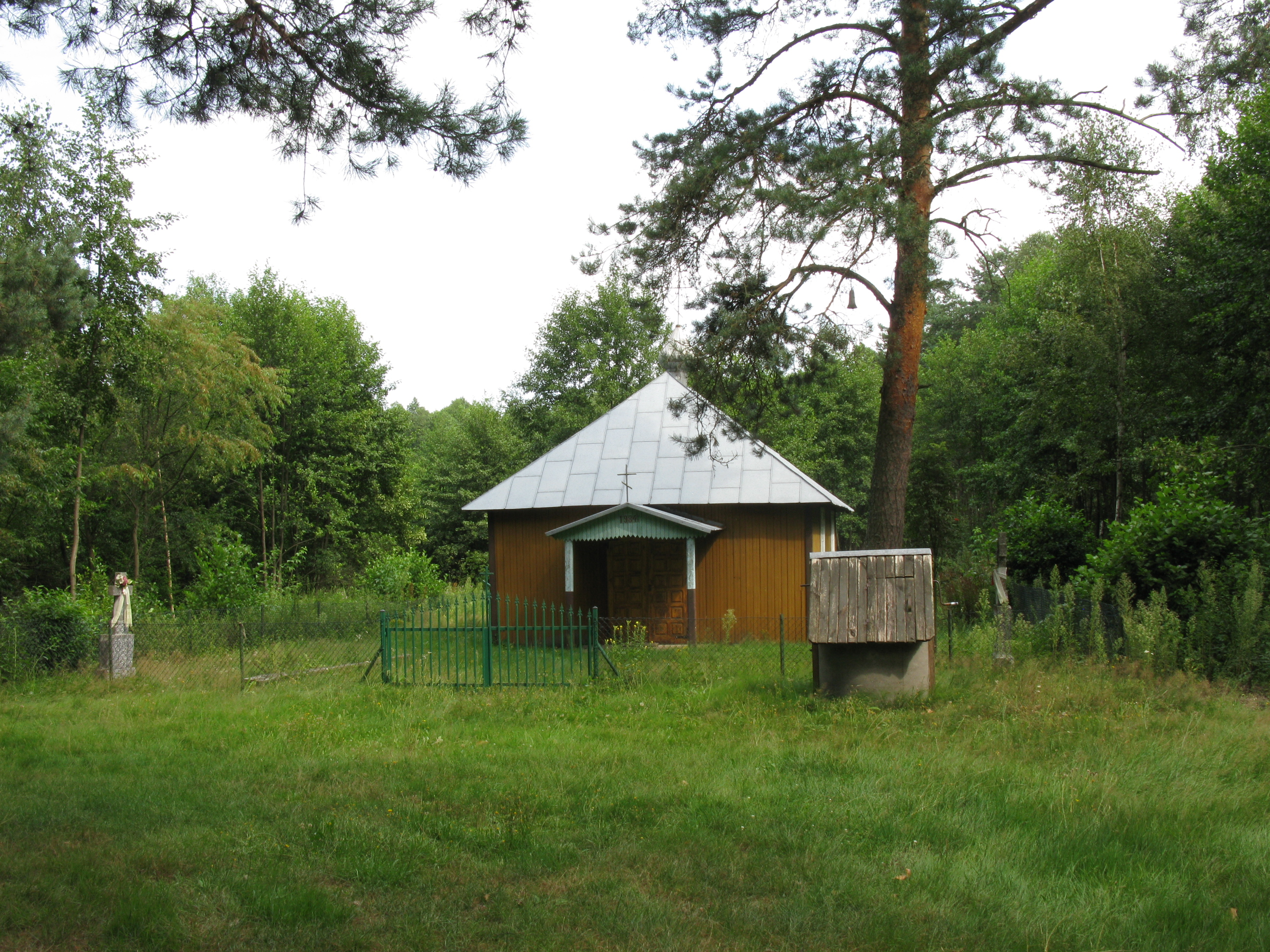

Czasownia znajduje się w uroczysku Hołowkowo w pobliżu wsi Chraboły. Wewnątrz świątyni mieści się otoczone kultem źródełko, zwane Turową Krynicą.
Budowla drewniana, wzniesiona w 1984 na planie kwadratu (z przybudowaną od tyłu zakrystią), kryta blaszanym jednokalenicowym dachem, na którym znajduje się wieżyczka zwieńczona cebulastą kopułką. Nad wejściem dwuspadowy daszek, wsparty na dwóch słupach.
Wcześniej w tym miejscu znajdowała się kaplica, zbudowana w związku z objawieniami maryjnymi, mającymi miejsce w XVI w. Kaplica ta została spalona we wrześniu 1939, wskutek działań wojennych.